# Landkreis Riesa-Großenhain
Landkreis Riesa-Großenhain is een voormalig Landkreis in de Duitse deelstaat Saksen. Het had een oppervlakte van 820,70 km² en een inwoneraantal van 111.075 (31 december 2007).

## Geschiedenis
Bij de herindeling van Saksen in 2008 is het samen met het oude Landkreis  voormalige district Meißen samengevoegd in het nieuwe Landkreis Meißen.

## Steden en gemeenten
De volgende steden en gemeenten lagen in Riesa-Großenhain:
| Steden                                       | Gemeenten |
| -------------------------------------------- | --- |
| 1. Großenhain 2. Gröditz 3. Riesa 4. Strehla | 1. Ebersbach 2. Glaubitz 3. Hirschstein 4. Lampertswalde 5. Nauwalde 6. Nünchritz 7. Priestewitz 8. Röderaue 9. Schönfeld 10. Stauchitz 11. Tauscha 12. Thiendorf 13. Weißig a. Raschütz 14. Wildenhain 15. Wülknitz 16. Zabeltitz 17. Zeithain |

Daarnaast omvatte het 6 zogenaamde Verwaltungsgemeinschaften. Deze zijn te vergelijken met de Nederlandse kaderwetgebieden, zij het dat de taken die beide organisaties uitvoeren verschillend zijn. De Verwaltungsgemeinschaften zijn:
- Gröditz (Gröditz, Nauwalde)
- Nünchritz (Glaubitz, Nünchritz)
- Röderaue-Wülknitz (Röderaue, Wülknitz)
- Schönfeld (Lampertswalde, Schönfeld, Weißig a. Raschütz)
- Thiendorf (Tauscha, Thiendorf)
- Zabeltitz (Wildenhain, Zabeltitz